# كونكلن (ألبرتا)
كونلن هي قرية كندية في شمال ألبرتا من ضمن منطقة وودبفالو. تقع على طريق 881 بين فورت ماكموراي ولاك لابيش.

## السكان
بحسب إحصائية 2012، كان عدد سكان كونكلن 318 نسمة. وهناك 66 مسكن مستعمل من أصل 86 مسكن. وشهدت 6% زيادة في عدد السكان بين 2006 و2012. مساحة القرية هي 15 كلم مربع.

## قرى مجاورة
- فورت ماكموراي
- أنزاك
- فورت تشيبوايان
- فورت ماكاي
- غريغوار لايك
- جنوب جانفيي
- سابري كريك
- درايبر
- فورت فيتزجيرالد
- بحيرات ماريانا

## إقراء أيضا
- قائمة مجتمعات ألبرتا
- قائمة قرى ألبرتا
- قائمة مجتمعات شمالي ألبرتا